# Gare de Vif
Gare de Vif vasútállomás Franciaországban, Vif településen.

## Vasútvonalak
Az állomást az alábbi vasútvonalak érintik:
- Lyon-Perrache-Grenoble-Marseille-vasútvonal

## Kapcsolódó állomások
A vasútállomáshoz az alábbi állomások vannak a legközelebb:
- Gare de Saint-Georges-de-Commiers
- Gare de Monestier-de-Clermont